# Championnat de Finlande de football 1961
Navigation
Saison précédente Saison suivante
La saison 1961 du Championnat de Finlande de football était la 32e édition de la première division finlandaise à poule unique, la Mestaruussarja. Les douze meilleurs clubs du pays jouent les uns contre les autres à deux reprises durant la saison, à domicile et à l'extérieur. À la fin de la compétition, les 3 derniers du classement sont relégués et remplacés par les 3 meilleurs clubs d'Ykkonen, la deuxième division finlandaise.
Le HIFK redevient champion de Finlande, deux ans après son dernier sacre, en terminant en tête du classement final, avec un point d'avance sur le KIF Helsinki et deux sur le tenant du titre, le Haka Valkeakoski. Il s'agit du 7e titre de champion de l'histoire du HIFK.

## Les 12 clubs participants
| - HPS Helsinki - Pallo-Pojat Helsinki - TPS Turku - HIFK - VIFK Vaasa - TuTo Turku - Promu de Ykkonen | - HJK Helsinki - TaPa Tampere - Promu de Ykkonen - Haka Valkeakoski - KIF Helsinki - KuPS Kuopio - Reipas Lahti - Promu de Ykkonen |

## Compétition

### Classement
Le barème de points servant à établir le classement se décompose ainsi :
- Victoire : 2 points
- Match nul : 1 point
- Défaite : 0 point

| Rang | Équipe               | Pts | J  | G  | N | P  | Bp | Bc | Diff |
| ---- | -------------------- | --- | -- | -- | - | -- | -- | -- | ---- |
| 1    | HIFK                 | 31  | 22 | 14 | 3 | 5  | 57 | 26 | +31  |
| 2    | KIF Helsinki         | 30  | 22 | 14 | 2 | 6  | 45 | 29 | +16  |
| 3    | Haka Valkeakoski T   | 29  | 22 | 12 | 5 | 5  | 51 | 32 | +19  |
| 4    | TPS Turku            | 24  | 22 | 11 | 2 | 9  | 48 | 49 | -1   |
| 5    | Reipas Lahti P       | 22  | 22 | 9  | 4 | 9  | 37 | 37 | 0    |
| 6    | HJK Helsinki         | 21  | 22 | 7  | 7 | 8  | 42 | 41 | +1   |
| 7    | HPS Helsinki         | 20  | 22 | 9  | 2 | 11 | 49 | 56 | -7   |
| 8    | TaPa Tampere P       | 20  | 22 | 7  | 6 | 9  | 38 | 48 | -10  |
| 9    | KuPS Kuopio          | 19  | 22 | 8  | 3 | 11 | 40 | 45 | -5   |
| 10   | VIFK Vaasa           | 18  | 22 | 7  | 4 | 11 | 42 | 53 | -11  |
| 11   | Pallo-Pojat Helsinki | 17  | 22 | 7  | 3 | 12 | 30 | 41 | -11  |
| 12   | TuTo Turku P         | 13  | 22 | 5  | 3 | 14 | 36 | 58 | -22  |

|  | Qualification pour la Coupe d'Europe des clubs champions 1962-1963                      |
|  | Relégation en deuxième division                                                         |
|  | T Tenant du titre C Vainqueur de la Coupe de Finlande P Club promu de deuxième division |

## Bilan de la saison
| Championnat de Finlande de football 1961                  |                      |
| Champion                                                  | HIFK (7e titre)      |
| Coupes et trophées                                        |                      |
| Vainqueur de la Coupe de Finlande 1961                    | KTP Kotka            |
| Qualifications continentales                              |                      |
| Coupe d'Europe des clubs champions 1962-1963 Premier tour | HIFK                 |
| Promotions et relégations                                 |                      |
| Promus en Mestaruussarja                                  | Hangö IK             |
| Promus en Mestaruussarja                                  | MiPK Mikkeli         |
| Promus en Mestaruussarja                                  | VPS Vaasa            |
| Relégués en Ykkonen                                       | VIFK Vaasa           |
| Relégués en Ykkonen                                       | Pallo-Pojat Helsinki |
| Relégués en Ykkonen                                       | TuTo Turku           |